# 굿 파이트
《굿 파이트》(영어: The Good Fight)는 미국의 텔레비전 드라마이다. 2017년 2월 19일 부터 2022년 11월 10일까지 CBS에서 방송되었다.